# Finefones Saxophone Quartet
Das Finefones Saxophone Quartet wurde 2011 von dem deutschen Saxophonisten und Komponisten Peter Lehel gegründet. Die bis heute bestehende Ursprungsbesetzung beinhaltet neben Peter Lehel (Sopransaxophon), Olaf Schönborn (Altsaxophon), Christian Steuber (Tenorsaxophon) und Pirmin Ullrich (Baritonsaxophon). 
Die Formation hat bisher vier CDs veröffentlicht. Etliche Werke sind bei den Verlagen Schott Music / advance music und edition49 veröffentlicht.
Konzertreisen brachten das Finefones Saxophone Quartet wiederholt nach Taiwan zum Internationalen Band Festival in Chiayi.

## Diskographie
- 2011 Funk-a-lot
- 2019 Sonority (mit Jim Snidero, Finetone music)
- 2020 Mood Antigua (Slowboat to Taiwan) (Finetone music)
- 2023 Chamber Jazz Quartets (Rodenstein)[4]
- 2024 Purple Pearls of Pop (Finetone music)